# Palacio de los Villalones (Córdoba)

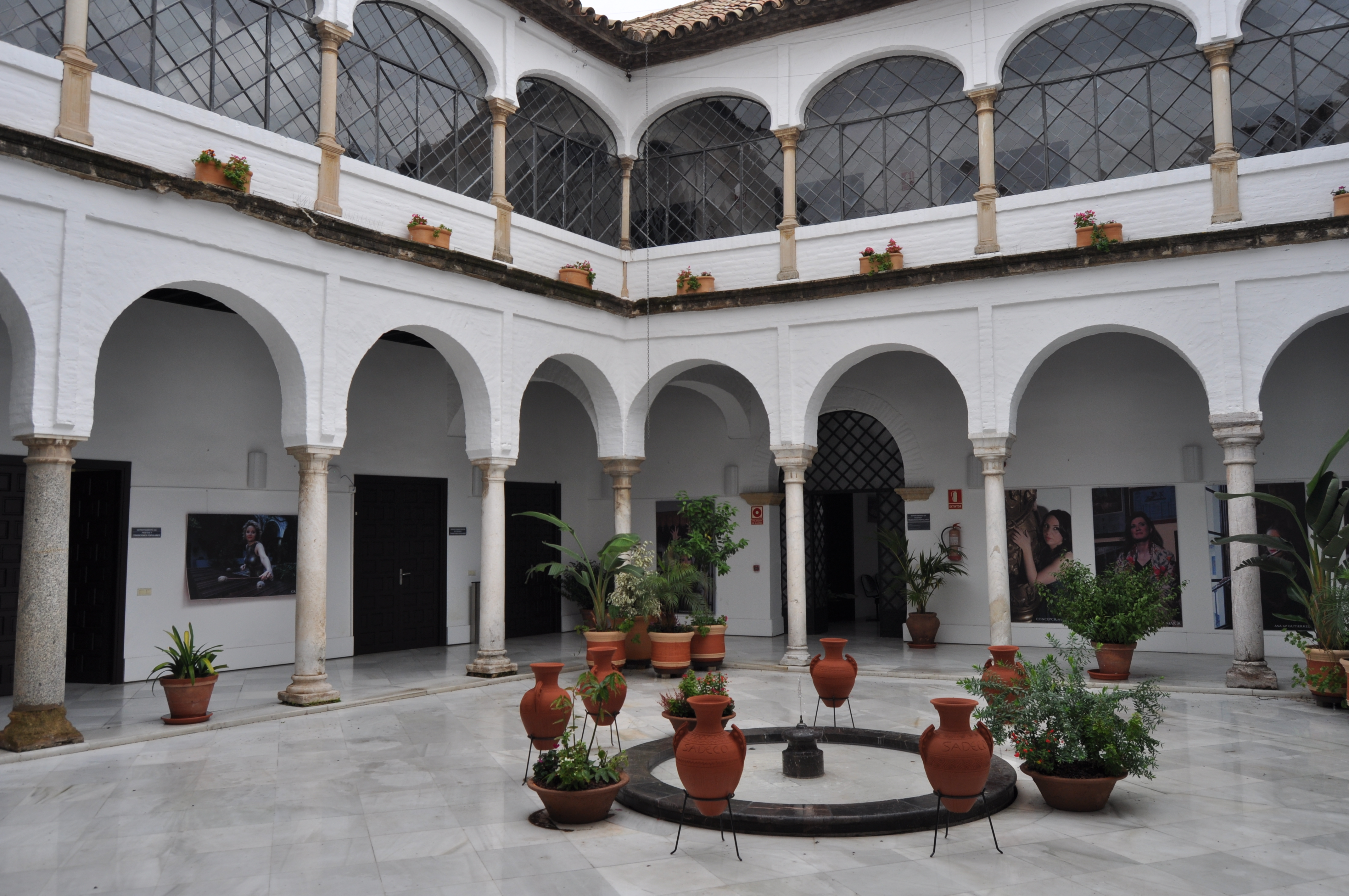
Patio interior del palacio de Orive.

El palacio de los Villalones, también llamado palacio de Orive, es un antiguo palacio renacentista situado en la plaza de Orive del barrio de San Andrés-San Pablo de Córdoba (España). El edificio, obra del arquitecto Hernán Ruiz II, fue construido en 1560. Se trata del más bello ejemplo de arquitectura civil cordobesa del Renacimiento. Este palacio es sede actual de la Concejalía de Cultura del Ayuntamiento de Córdoba, que ha habilitado salas para exposiciones temporales de autores contemporáneos. Fue declarado Bien de Interés Cultural tras su restauración en 2002 en la categoría de Monumento.

## Historia
Las primeras referencias al solar sobre el que se erigirá el palacio de Orive datan del 23 de marzo de 1508, cuando Juan García Villalón, «trapero y vecino de San Andrés», otorgó testamento. Asimismo, su hijo Juan de Villalón dejó en testamento unas casas-tienda en 1529 de las que se encontró evidencia arqueológica en el subsuelo del patio principal, con el hallazgo de piletas destinadas a procesos textiles, además de infraestructuras para calentar agua, lo que evidencia el oficio de la familia.
El edificio fue construido en 1560, proyectado por el arquitecto Hernán Ruiz II. Según Ramírez de Arellano, se levantó sobre el solar de una antigua casa perteneciente a la familia Hoces, destruida por Pedro I el Cruel por el apoyo que estos dieron a su hermano Enrique II de Trastámara. Durante los primeros siglos tras su construcción perteneció a la familia Villalón, de ahí su nombre, hasta que este apellido se unió al de Orive en la persona de Alonso de Villalón y Orive, caballero de Alcántara y propietario del edificio en 1718. Durante la Guerra de independencia española (1808-14), el edificio fue ocupado por las fuerzas napoleónicas como cuartel y prisión, mientras que posteriormente tuvo otros usos, como administración de Correos en 1830, más tarde fue Escuela de Artes y Oficios en 1896 y finalmente atarazana municipal y colegio francés. En 1919 el palacio fue adquirido por Gregorio García Mateo, quien adquirió el jardín desamortizado y encargó la restauración del palacio con la ayuda de un cantero enviado por Aníbal González y recibió la felicitación de la Comisión Provincial de Monumentos.

### Concejalía de Cultura
El Ayuntamiento de Córdoba adquirió el palacio tras diez años de negociaciones y un presupuesto de 330 millones de pesetas, debido a su interés por encontrar espacio en el casco histórico de la ciudad. La compra fue formalizada el 25 de mayo de 1992 durante la alcaldía de Herminio Trigo. Los restos arqueológicos que aparecieron en los jardines de Orive de época romana llamaron la atención incluso de la Universidad de Harvard. Posteriormente se conoció que pertenecían a un circo romano.
Una vez convertido en propiedad municipal, el edificio renacentista sufrió una remodelación integral de sus dependencias entre los años 1998 y 2002 para albergar la sede de la concejalía de Cultura del Ayuntamiento cordobés, en diversas fases y bajo el proyecto del arquitecto municipal Rafael Pérez de Siles. La única zona que quedó fuera de las obras fue el ala este. Tras la restauración, el palacio de Orive fue declarado Bien de Interés Cultural en la categoría de Monumento el 3 de octubre de 2002. La huerta interior, junto con parte del antiguo huerto del convento de San Pablo, también se remodeló y se abrió al público configurando los actuales jardines de Orive en una fase inaugural en 2004.
En abril de 2021 se anunció la restauración del ala este, que incluye el torreón sureste ubicado entre la primera y la segunda planta, para ampliar las dependencias municipales y albergar más trabajadores. El presupuesto está valorado en 51.425 euros y se adjudicó a la empresa Remake Diseño.

## Arquitectura
Su interior es muy desigual, pues al par que el piso alto es magnífico y tiene un precioso jardín con mucha arboleda y agua potable y de pozo, las habitaciones bajas son casi inhabitables por su falta de luz, mucha humedad y dimensiones desproporcionadas. La fachada revela ser obra del siglo XVII. Sobre la puerta hay un medallón y en su centro un busto de mujer con los brazos abiertos sujetando una cinta con la inscripción latina Bona Fides est Magna Virtus, «La gran virtud es la buena fe».